# Messier 108
Messier 108 (również M108 lub NGC 3556) – galaktyka spiralna znajdująca się w gwiazdozbiorze Wielkiej Niedźwiedzicy. Niektóre źródła klasyfikują ją jako spiralną z poprzeczką.

## Odkrycie
Odkrył ją 19 lutego 1781 roku Pierre Méchain (3 dni po M97). M108 i M109 najprawdopodobniej obserwował również Charles Messier podczas obliczania pozycji M97 (24 marca 1781), jednak najwidoczniej nie miał on okazji, aby zbadać ich położenie. Galaktyka znalazła się we wstępnej wersji jego katalogu pod numerem 98 (bez określenia pozycji). Najprawdopodobniej Messier zmierzył dokładną pozycję M108 w późniejszym czasie i dodał ją do własnej kopii katalogu.
Oba obiekty (M108 i M109) są wspomniane w liście Méchaina z 6 maja 1783. Potwierdzałoby to, że chciał, aby dodano je w późniejszej wersji. Ostatecznie M108 dodał do katalogu Messiera Owen Gingerich w 1953.
Ponieważ odkrycie nie zostało opublikowane, William Herschel niezależnie odkrył M108 17 kwietnia 1789 roku i skatalogował jako H V.46.

## Charakterystyka

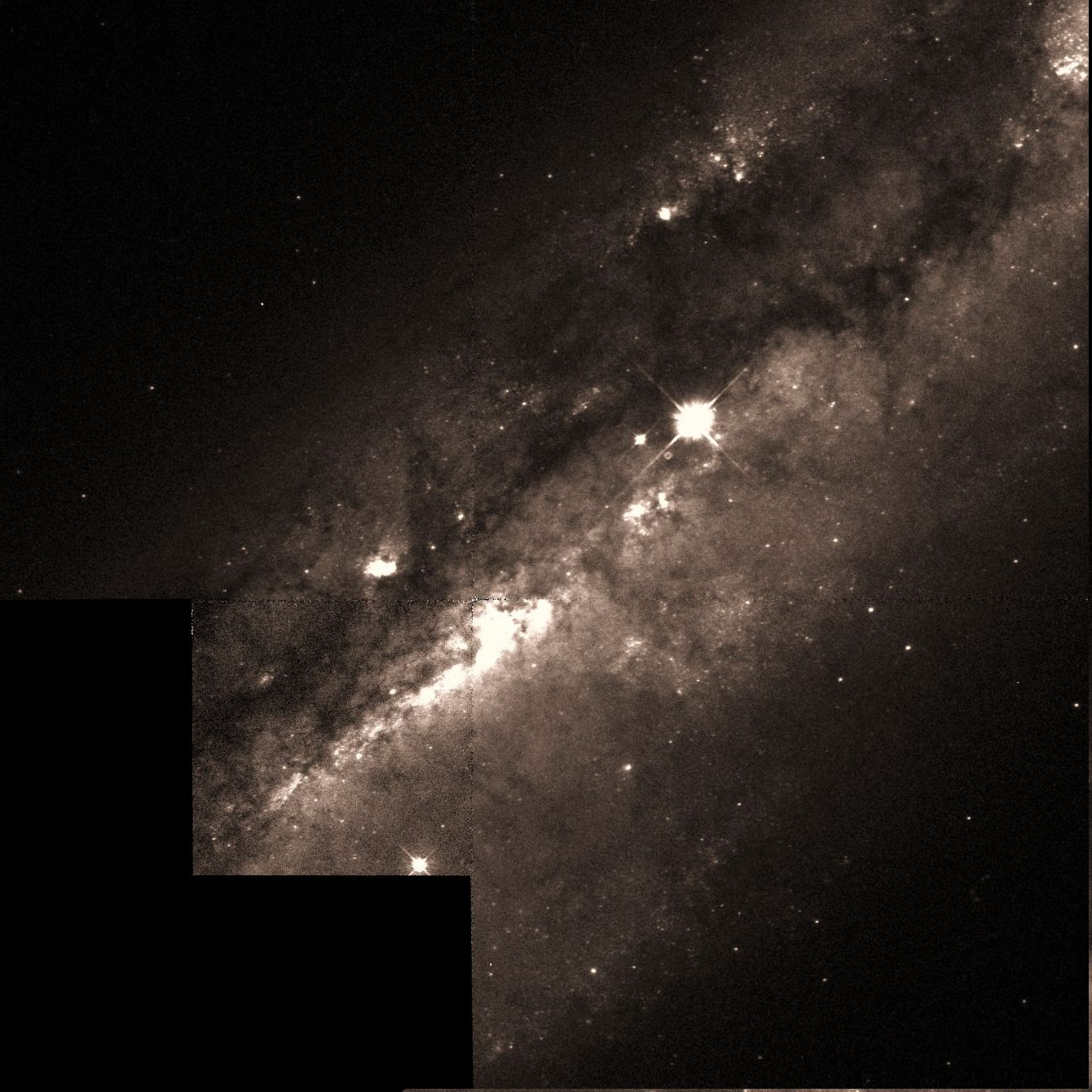
Zbliżenie galaktyki, zdjęcie Teleskopu Hubble'a

Dysk galaktyki jest gęsty, można w nim zaobserwować kilka obszarów H II i młodych gromad gwiazd wyróżniających się na chaotycznym tle. Przyjmuje się, że M108 znajduje się w odległości około 45 milionów lat świetlnych od Ziemi i oddala się z prędkością 772 km/s. Messier 108 należy do grupy galaktyk M109.
Do tej pory w M108 zaobserwowano jedną supernową – SN 1969B. Należała do typu II, osiągnęła jasność 13,9m (23 stycznia 1969).